# 阎缵
阎缵，字续伯，巴西郡安汉（今四川南充）人。祖阎圃，为张鲁功曹，劝鲁降魏，封平乐乡侯。父阎璞，嗣爵，西晋建立后官至牂柯太守。

## 生平
初为太傅杨骏舍人，转安复令。永平元年（291年），杨骏被贾后一党杀害，阎缵受牵连弃官归乡，独自以家财为杨骏造墓埋葬。国子祭酒邹湛以缵才堪佐著作，推荐给秘书监华峤。峤曰：“此职闲廪重，贵势多争之，不暇求其才。”遂不能用。后河间王司马颙引为西戎校尉司马，有功，封平乐乡侯。
永康元年（300年）四月，赵王司马伦诛杀贾后，张华同时遇害，贾谧被诛，朝野震惊，缵独抚华尸恸哭曰：“早语君逊位而不肯，今果不免，命也夫！”过叱贾谧尸曰：“小儿乱国之由，诛其晚矣！”后死于汉中太守任上，时年五十九。

## 家庭

### 父
- 阎璞，阎圃子，嗣爵，官至牂柯太守。

### 子女
- 阎亨，长子，为辽西太守，因王浚自用其人，不得之官。依青州刺史苟晞，刑政苛虐，亨数切谏，为晞所害。

## 评价
晋书曰：愍怀之废也，天下称其冤。然皆惧乱政之参夷，慑淫嬖之凶忍，遂使谋臣怀忠而结舌，义士蓄愤而吞声。阎续伯官既微于侍郎，位不登于执戟，轻生重义，视死如归，伏奏而待严诛，舆棺以趋鼎镬，察言观行，岂非忠直壮乎！顾视晋朝公卿，曾不得与其徒隶齿也。茂伯笃终，哭王经以全节。休然追远，理邓艾以成名。故得义感明时，仁流枯骨。虽朱勃追论新息，栾布奏事彭王，弗之尚也。

## 延伸阅读
[在维基数据编辑]
 《晉書/卷048》，出自房玄齡《晉書》